# 505 Cava
Cava (asteroide 505) é um asteroide da cintura principal com um diâmetro de 115 quilómetros, a 2,02887152 UA. Possui uma excentricidade de 0,24500977 e um período orbital de 1 609,04 dias (4,41 anos).
Cava tem uma velocidade orbital média de 18,1692139 km/s e uma inclinação de 9,82606176º.
Esse asteroide foi descoberto em 21 de Agosto de 1902 por Royal Frost.